# Gustaw Beylin

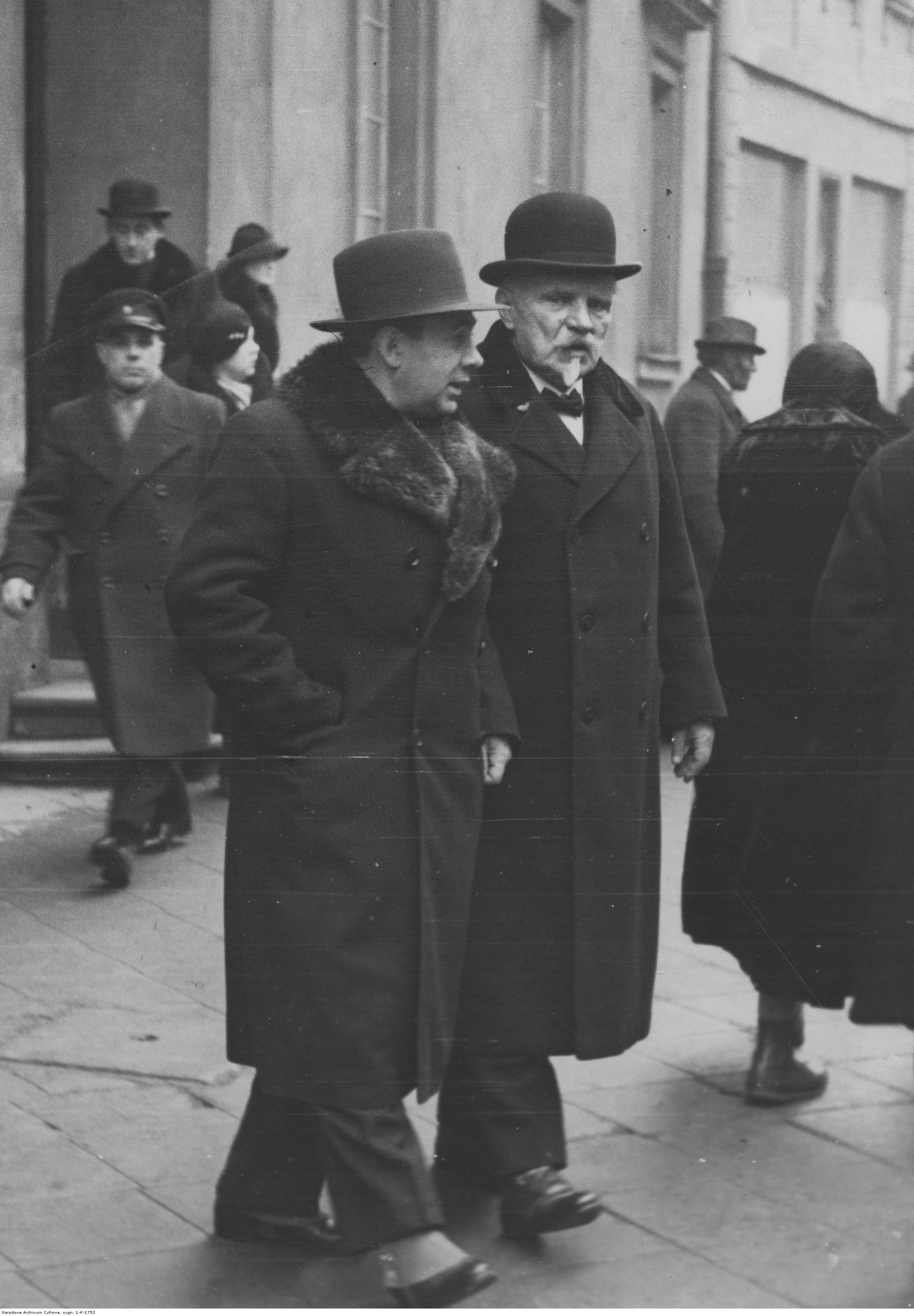
Gustaw Beylin (links) und Zenon Przesmycki (rechts) im Jahre 1935

Gustaw Beylin (* 29. September 1889 in Warschau; † 31. März 1940 in Lwów) war ein polnischer Jurist, Dramatiker und Publizist. Er war Bruder der Schriftstellerin Karolina Beylin.

## Leben
Beylin besuchte zunächst eine russische Staatsschule in Warschau. Nach dem Schulstreik von 1905 wechselte er auf die Polnische Schule des Lehrerverbandes. Wegen seiner Mitgliedschaft in sozialistischen Jugendkreisen wurde er 1907 verhaftet und in der Zitadelle Warschau inhaftiert. Anschließend wurde er nach Wologda deportiert. Nach seiner Entlassung studierte er zunächst in Lausanne und anschließend Jura an der Sorbonne in Paris. Sein Diplom wurde 1914 in Charków nostrifiziert. Als Publizist debütierte er 1910 mit dem Artikel „Róża“ Józefa Katerli, der in der Wochenzeitschrift Społeczeństwo erschien. Mit der Zeitschrift Widnokrąg arbeitete er von 1913 bis 1915 zusammen. Der Polska Organizacja Wojskowa schloss er sich 1915 an und diente 1920 in der Polnischen Armee als Porutschik.
In den folgenden Jahren lebte er in Warschau und spezialisierte sich als Rechtsanwalt auf das Urheberrecht. Er nahm an internationalen Fachkongressen teil und war Mitverfasser des Urheberrechtsgesetzes. Zudem trat er als Verteidiger in zahlreichen Literaturprozessen auf. Daneben widmete er sich seiner schriftstellerischen Tätigkeit.
Nach dem Ausbruch des Zweiten Weltkrieges 1939 ging er nach Lwów und engagierte sich im Komitee für Flüchtlingshilfe.

## Werke
Beylins Stücke wurden zwar überwiegend am Sommertheater in Warschau uraufgeführt, jedoch mit der Ausnahme von Zuzanna nicht veröffentlicht.
- Mali bohaterowie. Historia wojenna w 1 akcie, 1916
- Zuzanna. Tragedia w 3 aktach, 1916; Veröffentlichung: 1917
- Kobieta bez przeszłości. Komedia w 3 aktach, 1922
- Zakład o miłość. Komedia w 3 aktach, 1929
- Mąż naszej panienki. Komedia w 3 aktach, 1930
- Odkrycie. Sztuka w 3 aktach, 1934

## Übersetzungen
- Edgar Allan Poe: Nowele o miłości, 1912
- Yves Mirande: Panna z dyplomacji. Krotochwila, 1929
- Émile Mazaud: Dardamelle. Komedia w 3 aktach, 1930
- Émile Mazaud: Szalony dzień. Komedia w 1 akcie, 1930
- Paweł Prax: Wszystko za miliard, 1935[1]